# Georg Bussmann
Georg Bussmann (* 1933 in Gelsenkirchen) ist ein deutscher Kunsthistoriker, Kurator und Professor für Kunstwissenschaft. Er ist Verfasser zahlreicher Schriften zur zeitgenössischen Kunst.

## Leben und Wirken
Bussmann studierte Kunstgeschichte an den Universitäten Bonn und Heidelberg. Im Herbst 1963 wurde er an der Philosophischen Fakultät bei Walter Paatz promoviert. Sein Studium wurde durch die Studienstiftung des deutschen Volkes gefördert.  Anschließend war er Volontär an der Kunsthalle Mannheim.
Von 1967 bis 1969 war Bussmann Leiter des Badischen Kunstvereins in Karlsruhe, wo er durch politisch-aufklärerischen Ausstellungen Aufsehen erregte. Er verabschiedete sich mit der Ausstellung „Kunst und Politik“, die als legendär bezeichnet wird und die auch in Frankfurt und in der Kunsthalle Basel zu sehen war.
Diese Ausstellung war zugleich seine Visitenkarte für den Frankfurter Kunstverein, wo er 1970 – als Nachfolger von Ewald Rathke – zum Direktor gewählt wurde. Seine viel diskutierte Ausstellung Kunst im 3. Reich – Dokumente der Unterwerfung wurde, 1974 vom Frankfurter Kunstverein ausgehend, anschließend in fünf weiteren Großstädten, darunter in Basel, Wuppertal und Hamburg gezeigt und einer ausführlichen Dokumentation begleitet.
Seit 1980 war Bussmann bis zu seiner Emeritierung Professor für zeitgenössische Kunst am Fachbereich für Kunstwissenschaft der Kunsthochschule Kassel.

## Kuratierte Ausstellungen
Badischer Kunstverein
- 1968: Miguel Berrocal: Plastik, Zeichnungen
- 1969: Bernhard Luginbühl, Plastik, Graphik
- 1970: Kunst und Politik (auch Frankfurter Kunstverein und Kunsthalle Basel)

Frankfurter Kunstverein
- 1972: Kunst in der Revolution
- 1973: Käthe Kollwitz
- 1974: Hans Haacke (erste Einzelausstellung des Künstlers)
- 1974: Kunst im 3. Reich - Dokumente der Unterwerfung
- 1979: Man Ray: Inventionen und Interpretationen (auch Kunsthalle Basel)

## Schriften
- Kunst in Baden von 1900 bis 1960, Badischer Kunstverein, Karlsruhe, 1968.
- Kunst im 3. Reich - Dokumente der Unterwerfung, Frankfurter Kunstverein 1975,  5. Auflage, ISBN 3-927268-06-2
- Zwischen Krieg und Frieden - Gegenständliche und realistische Tendenzen in der Kunst nach 45, Frankfurter Kunstverein, Elefanten Press, 1980, ISBN 978-3-88520-048-2
- Lovis Corinth. Carmencita. Malerei an der Kante, Fischer Taschenbuch, 1985
- Arbeit in Geschichte Geschichte in Arbeit, Kunsthaus und Kunstverein in Hamburg,  Dirk Nishen, Berlin, 1988.